# Hackleback
Die USS Hackleback (SS/AGSS-295) war ein U-Boot der Balao-Klasse. Es wurde von der US Navy während des Zweiten Weltkriegs ab Ende 1944 von der Pazifikflotte in Operationen gegen Japan eingesetzt. Während des Kalten Krieges wurde das U-Boot bis 1. März 1967 in Reserve gehalten. Das ausgemusterte U-Boot wurde 1968 zum Abwracken an das Abbruchunternehmen Zidell Explorations verkauft und in Portland verschrottet.

## Technik und Bewaffnung
Die Hackleback war ein diesel-elektrisches Patrouillen-U-Boot der Balao-Klasse. Die Balao-Klasse wurde gegenüber der Gato-Klasse nur geringfügig verbessert und war wie jene für lange offensive Patrouillenfahrten im Pazifik ausgelegt. Insbesondere die Tauchtiefe wurde, basierend auf den Erfahrungen während des Krieges gegen Japan, vergrößert und der Innenraum verbessert. Äußerlich und in ihren Dimensionen glichen sich die Boote beider Klassen weitgehend.

### Technik
Die Hackleback war 95 Meter lang und 8,3 Meter breit, der Tiefgang betrug maximal 5,1 Meter. Aufgetaucht verdrängte sie 1526 ts, getaucht 2424 ts. Der Antrieb erfolgte durch vier 9-Zylinder-Diesel-Gegenkolbenmotoren von Fairbanks-Morse, Model 38D8-1/8, die jeweils 1000 kW Leistung hatten. Unter Wasser wurde das U-Boot durch vier Elektromotoren mit insgesamt 2740 PS angetrieben, die ihre Energie aus zwei 126-zelligen Akkumulatoren bezogen. Die vier Motoren gaben ihre Leistung über zwei Getriebe an zwei Wellen mit je einer Schraube ab. Die Geschwindigkeit betrug aufgetaucht maximal 20,25 Knoten, getaucht schaffte die Hackleback noch 8,75 Knoten. Die maximal mögliche Tauchzeit betrug 48 Stunden, die maximale Konstruktionstauchtiefe lag bei 120 Metern. In den Treibstofftanks konnten 440 Kubikmeter Dieselkraftstoff gebunkert werden, damit hatte das Boot einen Fahrbereich von 11.000 Seemeilen bei 10 Knoten.

### Bewaffnung
Die Hauptbewaffnung bestand aus zehn 533-mm-Torpedorohren, sechs im Bug, vier achtern, für die sich 24 Torpedos an Bord befanden. Hinter dem Turm war ein 12,7-cm-Deckgeschütz angebracht. Auf dem Wintergarten war zunächst eine 40-mm-FlaK untergebracht und laut ursprünglicher Planung zwei 12,7-mm-Maschinengewehre, deren Einbau aber nicht nachgewiesen ist. Im Sommer 1945 führte die Hackleback zwei 12,7-cm-Deckgeschütze. Diese Modifikation erhöhte die Kampfkraft des U-Bootes bei Überwasser-Gefechten sowie bei Angriffen auf Küstenziele.
Zur Ortung feindlicher Schiffe verfügte die USS Hackleback über ein JK/QC- und ein QB-Sonar unter dem Bug, an Deck waren JP-Hydrophone installiert. Am ausfahrbaren Elektronikmast war ein SD-Radar mit 20 Seemeilen Aufklärungsreichweite zur Ortung feindlicher Flugzeuge angebracht, zusätzlich verfügte das U-Boot über ein SJ-Oberflächensuchradar mit etwa zwölf Seemeilen Reichweite. Im getauchten Zustand konnte über das am Periskop angebrachte ST-Radar mit acht Seemeilen Reichweite ebenfalls eine Ortung feindlicher Schiffe erfolgen.

## Geschichte
Die Hackleback wurde am 30. Mai 1943 vom Stapel gelassen und durch Mrs. W. L. Wright getauft. In Dienst gestellt wurde sie schließlich am 7. November 1944. Der Kommandant der Hackleback war Frederick E. Janney, der zur Zeit der Indienststellung im Range eines Lieutenant Commander war.

### Zweiter Weltkrieg
Nach ersten Trainingsfahrten wurde die Hackleback nach Pearl Harbor überstellt. Dort kam sie am 25. Januar 1945 an. Nach weiteren Trainingsfahrten vor Pearl Harbor lief das Boot am 6. März zur ersten Feindfahrt aus.
Während ihrer insgesamt drei Feindfahrten (die Dritte wurde abgebrochen, da Japan kapitulierte), konnte die Hackleback keine feindlichen Handels- oder Kriegsschiffe versenken.
Allerdings war die Hackleback maßgeblich, allerdings ohne Einsatz der eigenen Waffen, an der Versenkung des japanischen Schlachtschiffes Yamato beteiligt. Am 7. April 1945 war die Hackleback Teil einer U-Boot-Gruppe der US Navy, die nördlich von Okinawa patrouillierte. Ihr Radar entdeckte eine Gruppe schneller japanischer Schiffe, die sie daraufhin verfolgte, wobei sie allerdings nicht zum Schuss kam. Wiederholte Funksprüche der Hackleback, mit Angaben zur Position des feindlichen Flottenverbands um die Yamato, zu jenem Zeitpunkt das letzte einsatzfähige japanische Großkampfschiff, führten zur Versenkung der Yamato. Außerdem versenkten Trägerflugzeuge der US Navy einen leichten Kreuzer und mehrere Zerstörer.
Außer zwei erfolglosen Artillerieangriffen auf japanische leichte Fahrzeuge hatte die Hackleback keine nennenswerten Feindkontakte. Während der zweiten Feindfahrt beschoss sie zudem noch eine japanische Insel mit 73 5-Zoll-Granaten. Außerdem wurde ein abgestürzter Pilot der US Navy aus dem Meer gerettet.
Nach dem Krieg wurde die Hackleback der Reserveflotte zugeteilt. Sie lag mit 51 weiteren U-Booten auf der Mare Island Naval Shipyard in Kalifornien. Am 6. November 1962 wurde sie wie viele weitere ältere U-Boote zum Hilfs-U-Boot AGSS-295 umklassifiziert.

## Verbleib
Am 1. März 1967 wurde die Hackleback aus dem Flottenregister gestrichen und zum Verkauf angeboten. 1968 wurde sie zum Verschrotten an ein Abwrackunternehmen verkauft und in Portland verschrottet.